# Гехт, Алла Борисовна
Алла Борисовна Гехт (род. 17 апреля 1961 года) — российский учёный-невролог, член-корреспондент РАН (2022).

## Биография
Родилась 17 апреля 1961 года.
В 1984 году — с отличием окончила 2-й Московский медицинский институт имени Н. И. Пирогова, где в дальнейшем и работает, пройдя путь от ординатора до профессора кафедры неврологии, нейрохирургии и медицинской генетики.
В 1993 году — защитила докторскую диссертацию, тема: «Динамика клинических и нейрофизиологических показателей у больных ишемическим инсультом в раннем восстановительном периоде».
В 2022 году — избрана членом-корреспондентом РАН от Отделения медицинских наук.
В настоящее время — директор Научно-практического психоневрологического центра имени З. П. Соловьева Департамента здравоохранения г. Москвы.

## Научная деятельность
Специалист в области эпилепсии, цереброваскулярной патологии и постковидного синдрома, ведет исследования в области реабилитация больных инсультом.
Автор более 300 публикаций в отечественных и зарубежных журналах, в числе которых 20 монографий и руководств, более 70 статей в ведущих зарубежных журналах и глав в иностранных руководствах, патенты.
Учёный секретарь и член Президиума Всероссийского общества неврологов, Национальной ассоциации по борьбе с инсультом, член руководства Всемирной федерации неврологов, вице-президент Всемирной противоэпилептической лиги, член Комитета по образованию Всемирной организации по инсульту. Член редколлегий ведущих отечественных и зарубежных журналов, член диссертационного совета по нервным болезням и биоинформатике РНИМУ имени Н. И. Пирогова.
Под её руководством и при консультировании было выполнено и защищено более 25 докторских и кандидатских диссертаций.

### Критика
По данным вольного сетевого сообщества «Диссернет», являлась научным руководителем/консультантом на защите двух кандидатских диссертаций, которые содержат масштабные заимствования, не оформленные как цитаты.

## Награды
- Заслуженный врач Российской Федерации (2006)[2]